# Interdiction des jeux électroniques en Grèce
Lire en ligne

[PDF] Lire en ligne

En 2002, le gouvernement grec décida de combattre les jeux d'argent illégaux en passant une loi ambiguë et controversée, la loi 3037/2002 interdisant l'usage de jeux électroniques incluant les jeux vidéo sur PC. Cette loi fut formulée après qu'un membre du parti politique dirigeant, le PASOK, fut filmé dans un établissement illégal de jeu, ce qui créa une panique morale amplifiée par des reportages de presse. La loi passa le 30 juillet 2002.
Lors d'une affaire judiciaire contre des gérants de cybercafés qui autorisaient leurs clients à jouer à des jeux vidéo d'échecs en ligne, un tribunal local de Thessalonique déclara la loi anticonstitutionnelle. Plus de 300 personnes manifestèrent devant le tribunal pour apporter leur soutien aux gérants. 
La commission européenne envoya une lettre officielle au ministre des affaires étrangères grec expliquant que la loi entrait en conflit avec la législation européenne et que, de ce fait, la Cour de justice des Communautés européennes pourrait être saisie de l'affaire.
Le 24 septembre 2002, le gouvernement publia un document officiel ayant pour but d'éclaircir les articles controversés de la loi. Le 8 décembre 2003, une nouvelle loi clarifia certains articles de cette loi mais interdisait toujours les jeux vidéo dans les cybercafés et les logiciels qui pouvaient supprimer ou chiffrer des fichiers sur les disques durs des ordinateurs des cybercafés.